# Jiří Hřebec
Jiří Hřebec (Teplice, 19 settembre 1950) è un allenatore di tennis ed ex tennista ceco.
In carriera ha vinto quattro tornei in singolare e altrettanti nel doppio maschile. Ha raggiunto la sua miglior classifica il 19 aprile 1974, grazie alla venticinquesima posizione in singolare.

## Statistiche

### Singolare

#### Vittorie (4)
| N. | Data             | Torneo                                    | Superficie       | Avversario in finale | Punteggio               |
| 1. | 28 ottobre 1973  | ATP Praga, Praga                          | Terra rossa      | Jan Kodeš            | 4-6, 6-1, 3-6, 6-0, 7-5 |
| 2. | 25 novembre 1973 | South Australian Open, Adelaide           | Erba             | Bob Giltinan         | 6-4, 2-6, 6-4, 6-2      |
| 3. | 9 febbraio 1975  | Swiss Indoors, Basilea                    | Sintetico indoor | Ilie Năstase         | 6-1, 7-6, 2-6, 6-4      |
| 4. | 14 febbraio 1977 | American Home Shield Tournament, San Jose | Cemento          | Sandy Mayer          | 3-6, 6-4, 7-5           |

#### Finali perse (5)
| N. | Data | Torneo                            | Superficie       | Avversario in finale | Punteggio               |
| 1. | 1974 | Atlanta Open, Atlanta             | Sintetico indoor | Dick Stockton        | 2-6, 1-6                |
| 2. | 1974 | Düsseldorf Grand Prix, Düsseldorf | Terra rossa      | Bernard Mignot       | 1-6, 0-6, 6-0, 4-6      |
| 3. | 1975 | US Indoor Open, Memphis           | Sintetico indoor | Harold Solomon       | 6-2, 1-6, 4-6           |
| 4. | 1976 | Swiss Indoors, Basilea            | Sintetico indoor | Jan Kodeš            | 4-6, 2-6, 3-6           |
| 5. | 1977 | Berlin Open, Berlino              | Terra rossa      | Paolo Bertolucci     | 4-6, 7-5, 6-4, 2-6, 4-6 |

### Doppio

#### Vittorie (4)
| N. | Data            | Torneo                               | Superficie       | Compagno  | Avversari in finale                   | Punteggio     |
| 1. | 4 febbraio 1973 | Des Moines Open, Des Moines          | Sintetico indoor | Jan Kukal | Juan Gisbert Ion Țiriac               | 4-6, 7-6, 6-1 |
| 2. | 9 luglio 1974   | Düsseldorf Grand Prix, Düsseldorf    | Terra rossa      | Jan Kodeš | Kenichi Hirai Toshiro Sakai           | 6-1, 6-4      |
| 3. | 18 luglio 1976  | Austrian Open, Kitzbühel             | Terra rossa      | Jan Kodeš | Jürgen Fassbender Hans-Jürgen Pohmann | 6-7, 6-2, 6-4 |
| 4. | 14 marzo 1977   | Scandanavian Championships, Helsinki | Sintetico indoor | Hans Kary | David Lloyd John Lloyd                | 5-7, 7-6, 6-4 |

#### Finali perse (5)
| N. | Data | Torneo                              | Superficie       | Compagno         | Avversari in finale          | Punteggio            |
| 1. | 1972 | Monte Carlo Open, Monte Carlo       | Terra rossa      | František Pála   | Patrice Beust Daniel Contet  | 6-3, 1-6, 10-12, 2-6 |
| 2. | 1973 | Salt Lake City Open, Salt Lake City | Sintetico indoor | Jan Kukal        | Mike Estep Raúl Ramírez      | 4-6, 6-7             |
| 3. | 1976 | Swiss Indoors, Basilea              | Sintetico indoor | Jan Kodeš        | Frew McMillan Tom Okker      | 4-6, 6-7, 4-6        |
| 4. | 1980 | ATP Nizza, Nizza                    | Terra rossa      | Stanislav Birner | Chris Delaney Kim Warwick    | 4-6, 0-6             |
| 5. | 1981 | Lorraine Open, Nancy                | Cemento indoor   | John Feaver      | Ilie Năstase Adriano Panatta | 4-6, 6-2, 4-6        |